# Nhà sử học

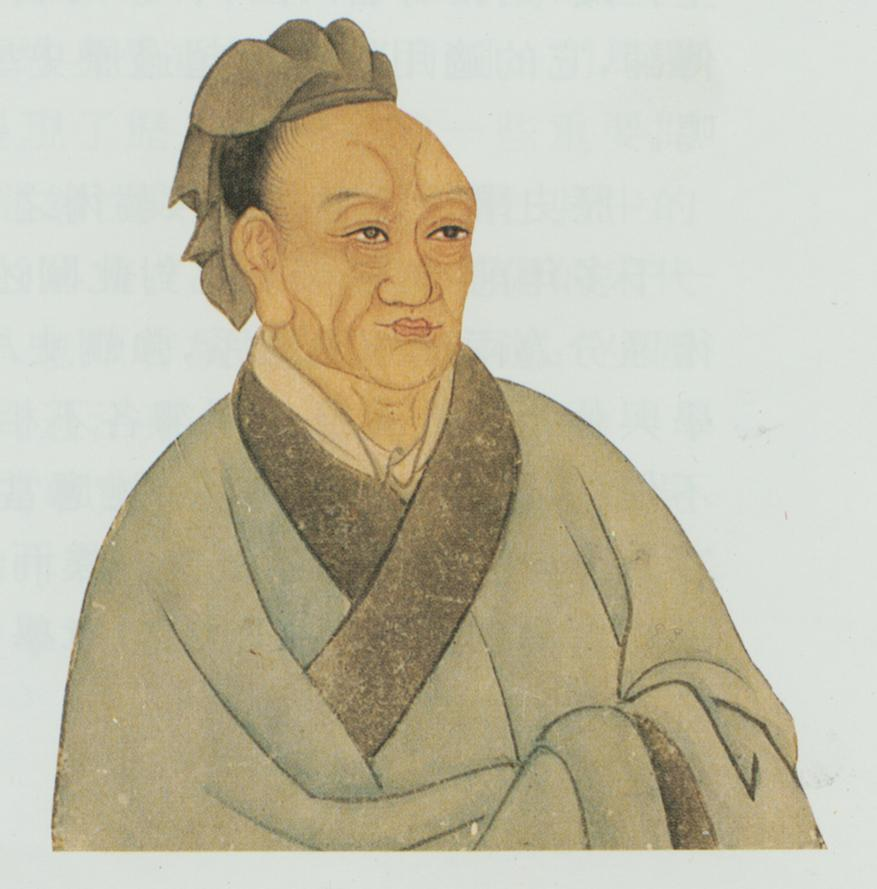
Tư Mã Thiên (c. 145/135-86 TCN) là một nhà sử học Trung Quốc sống vào đầu thời nhà Hán, vốn được coi là cha đẻ của ngành sử học Trung Quốc với bộ Sử ký.

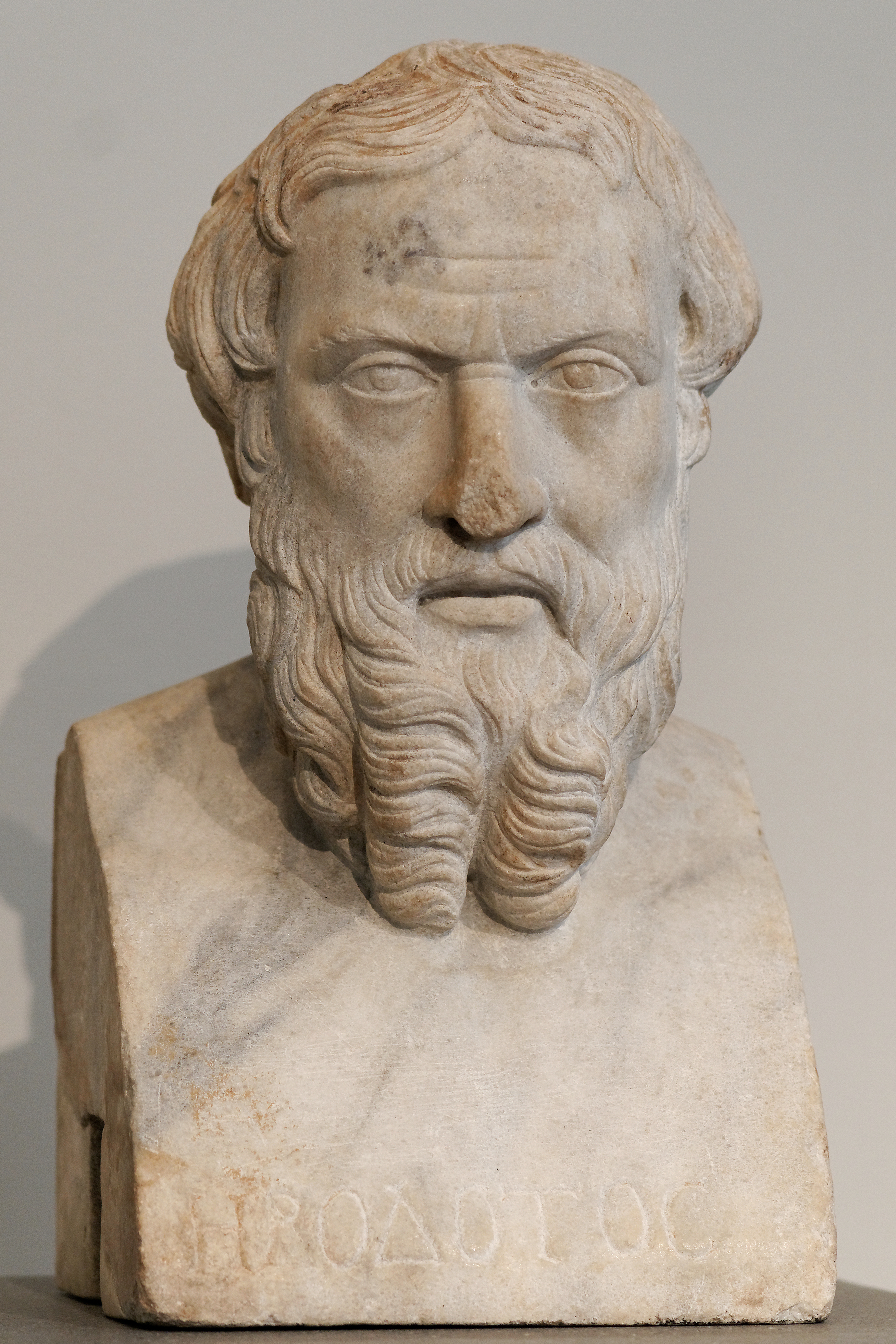
Hê-rô-đôt (c. 484–425 TCN) là một sử gia Hy Lạp sống ở thế kỷ thứ 5 TCN và là một trong những sử gia cổ xưa nhất mà tác phẩm vẫn còn lưu lại cho đến ngày nay.

Nhà sử học hay sử gia là người chuyên nghiên cứu và viết về quá khứ cũng như được công nhận là chuyên gia uy tín trong lĩnh vực đó. Các sử gia quan tâm đến những chuyện kể có hệ thống, mang tính liên tục và nghiên cứu về các sự kiện trong quá khứ có liên quan đến nhân loại; cũng như là dành thời gian nghiên cứu về tất cả thuộc về lịch sử. Nếu một cá nhân quan tâm đến các sự kiện có trước thời lịch sử thành văn thì cá nhân đó là nhà sử học về thời tiền sử hoặc sơ sử (đôi khi còn gọi là thời thượng cổ hay thời dựng nước). Một số sử gia được công nhận qua các xuất bản phẩm hoặc qua đào tạo và kinh nghiệm.. "Nhà sử học" trở thành một nghề chuyên nghiệp trên thế giới là vào cuối thế kỷ 19 khi các viện đại học nghiên cứu nổi lên ở Đức và nhiều nơi khác.